# クルゾーネ
クルゾーネ（伊: Clusone ( 音声ファイル)）は、イタリア共和国ロンバルディア州ベルガモ県にある、人口約8,500人の基礎自治体（コムーネ）。
セーリオ川上流地域に位置する都市で、ヴァル・セリアーナ地域の行政中心地である。

## 名称
イタリア語以外では以下の名称を持つ。
- ロンバルド語ベルガモ方言 (en) : Clüsü

## 地理

### 位置・広がり
ベルガモ県北東部、ヴァル・セリアーナのコムーネ。県都ベルガモから北東へ30km、ブレシアから北北西へ44km、州都ミラノから北東へ76kmの距離にある。

#### 隣接コムーネ
隣接するコムーネは以下の通り。
- ヴィッラ・ドーニャ - 北
- オルトレッセンダ・アルタ - 北東
- ロヴェッタ - 東
- ガンディーノ - 南
- ポンテ・ノッサ - 南西
- パッレ - 西
- ピアーリオ - 北西

### 地形・地勢
- 河川：セーリオ川

セーリオ川は市域の西端を流れる。

### 地震分類
イタリアの地震リスク階級 (it) では、3 に分類される
。

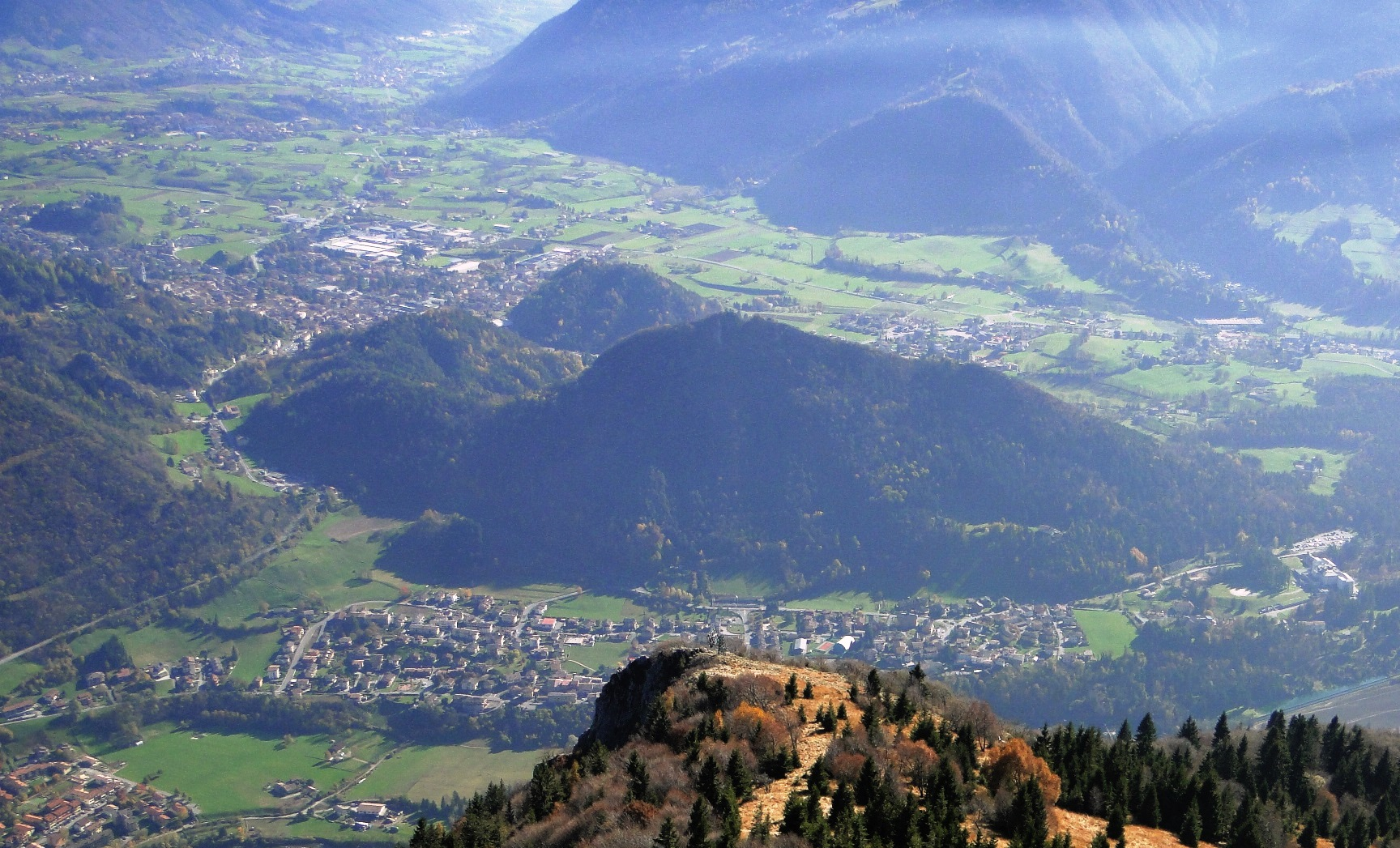
北西方向からの空撮。セーリオ河畔のピアーリオ（手前）とクルゾーネ（奥）
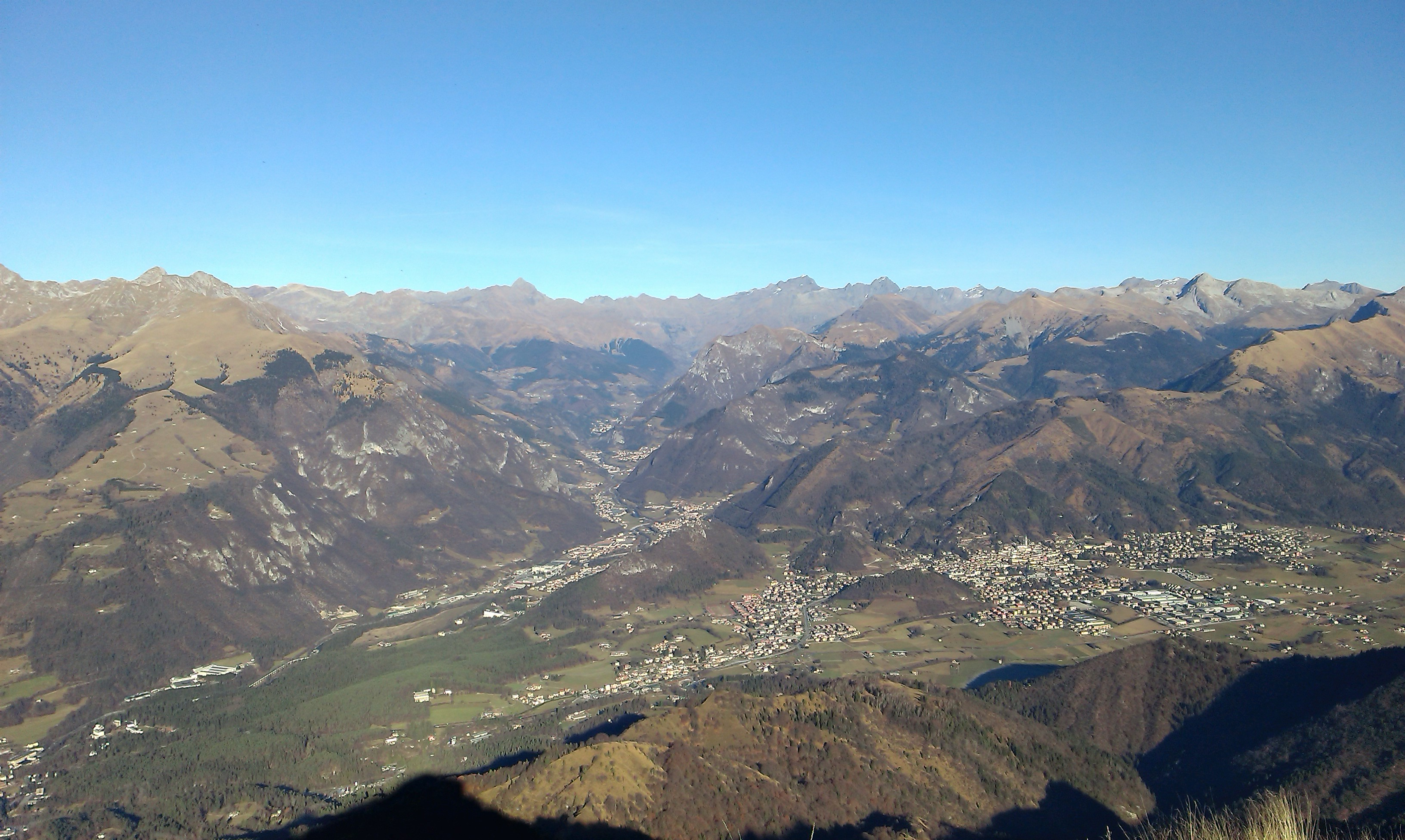
南方向からの空撮。
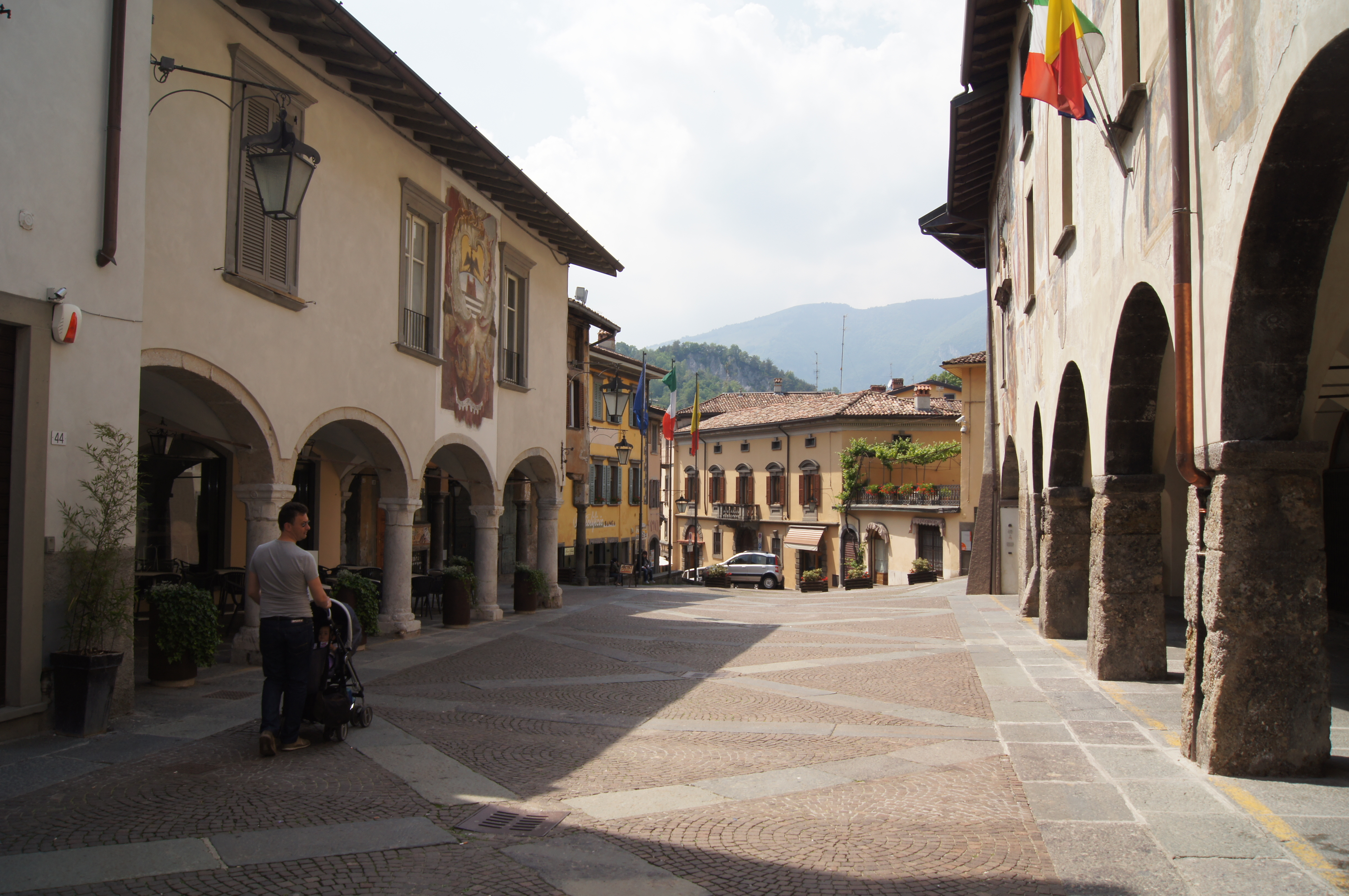
市街

## 歴史
都市の起源は古く、紀元前1300年頃にオロビ人 (Orobi) が居住地を築いたのにさかのぼると考えられる。
ローマ時代には重要な居住地が作られた。村はこの地域の重要な中心地となり、要塞の建設も行われた。この都市の名前は、おそらく「山に囲まれた空間」を示すラテン語 "clausus" から来ている。
クルゾーネに言及した最初の文書は、774年のもので、カール大帝によって要塞（Rocca）の中心部をサンマルティーノ・ディ・トゥール修道院の修道士に与える内容のものである。この要塞は、中世の時代にはかなり大きく発展し、防御目的のために城壁や塔を備えた本格的な城塞となった。
ミラノの貴族アリプランディ家の分家で、ファンツァーゴ（Fanzago）の姓を名乗った一族は、14世紀末にクルゾーネに移った。
その後、ヴェネツィア共和国の領土に含まれると、クルゾーネも富を集積し、商業的・文化的・芸術的に全盛期を迎えた。
クルゾーネは、1797年のヴェネツィア共和国の消滅（カンポ・フォルミオ条約）までその運命を分かち合い、その後はフランスの衛星国であるチザルピーナ共和国の一部となった。1801年11月12日、過去の栄光を連想させる建物が多くあることから、ナポレオンの決定により都市 (Città) の称号が授与された。
チザルピーナ共和国はその後イタリア共和国・イタリア王国へと移行するが、ナポレオンの没落に伴いその領土はオーストリア帝国に配分された。クルゾーネはロンバルド＝ヴェネト王国に含まれ、ベルガモ県 (it:Provincia di Bergamo (Lombardo-Veneto)) 管下の一地区の首府となった。

サルデーニャ王国（イタリア王国）ベルガモ県の3郡。1859年時点

1859年、チューリッヒ条約によりロンバルディアはサルデーニャ王国（1861年よりイタリア王国）が領有することになった。クルゾーネには、ベルガモ県に3つ置かれた郡 (it:Circondario (Regno d'Italia)) のひとつ、クルゾーネ郡 (it:Circondario di Clusone) の郡庁が置かれた。クルゾーネ郡は1926年に廃止された。
1957年5月15日、イタリア共和国によって都市 (Città) の称号が再確認された。

## 行政

### 山岳部共同体
広域行政組織である山岳部共同体「ヴァッレ・セリアーナ山岳部共同体」  (it:Comunità montana della Valle Seriana)  の事務所所在地である。「ヴァッレ・セリアーナ山岳部共同体」には以下のコムーネが含まれる（アルファベット順）。
- アルビーノ、アルツァーノ・ロンバルド、アルデージオ、アヴィアーティコ、カズニーゴ、カスティオーネ・デッラ・プレゾラーナ、カッツァーノ・サンタンドレーア、チェーネ、チェレーテ、クルゾーネ、コルツァーテ、フィーノ・デル・モンテ、フィオラーノ・アル・セーリオ、ガンデッリーノ、ガンディーノ、ガッツァニーガ、ゴルノ、グローモ、レッフェ、ネンブロ、オルトレッセンダ・アルタ、オネータ、オノーレ、パッレ、ペーイア、ピアーリオ、ポンテ・ノッサ、プラダルンガ、プレーモロ、ラーニカ、ロヴェッタ、セルヴィーノ、ソンガヴァッツォ、ヴァルボンディオーネ、ヴァルゴーリオ、ヴェルトヴァ、ヴィッラ・ドーニャ、ヴィッラ・ディ・セーリオ

もともとはヴァッレ・セリアーナ上流部 (it:Comunità montana della Valle Seriana Superiore) と下流部の2つの山岳共同体があったが、2009年に合併した。

Mappa della Comunità Montana
Comuni della valle Seriana inferiore
Comuni della valle Seriana superiore

## 文化・観光

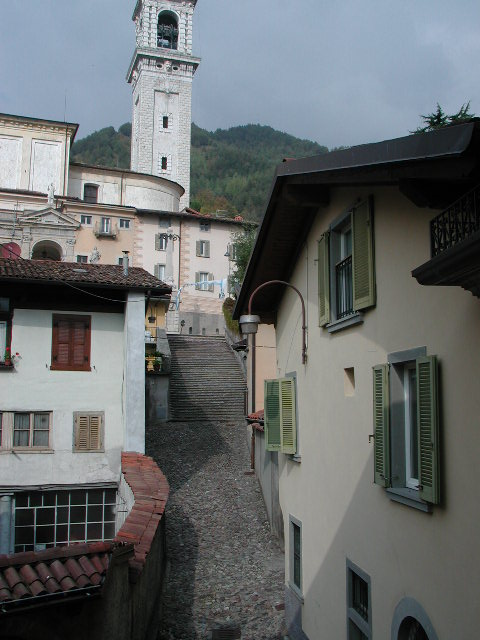
Salita alla basilica
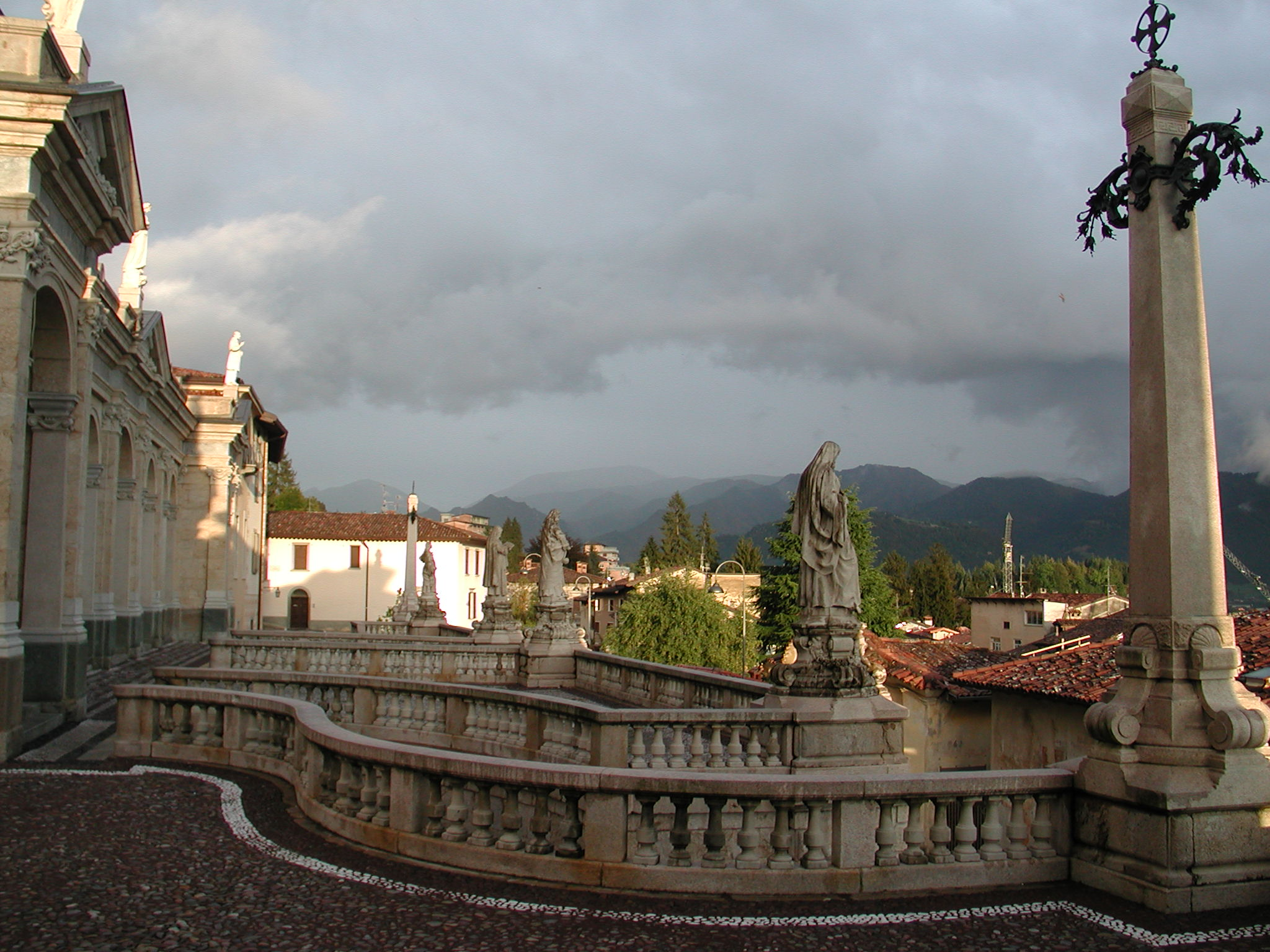
La basilica di Santa Maria
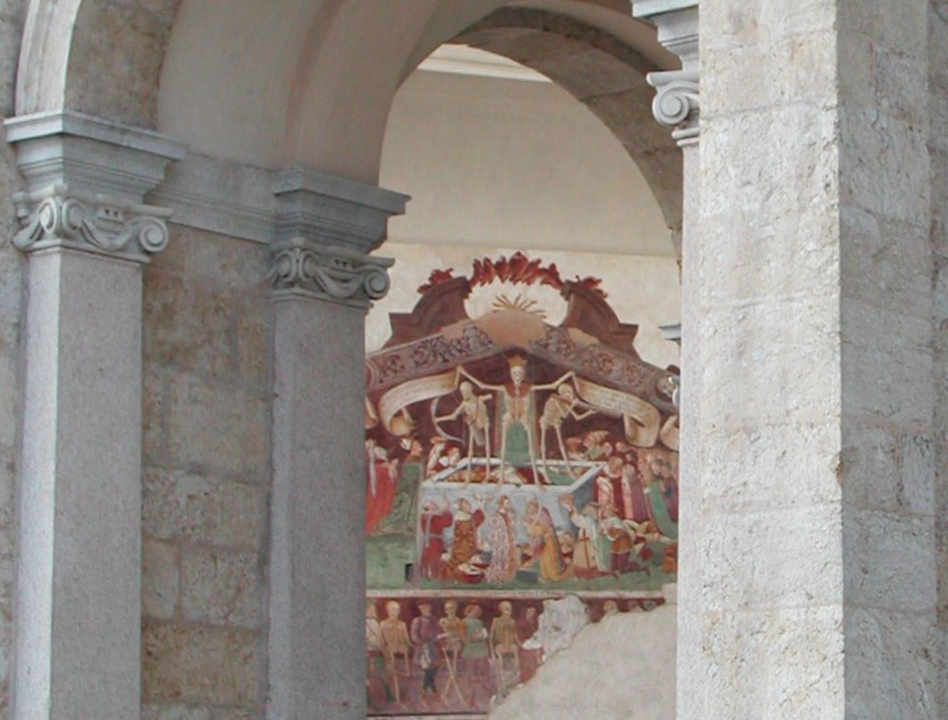
Affresco dell'Oratorio dei Disciplini con Danza Macabra e Trionfo della Morte
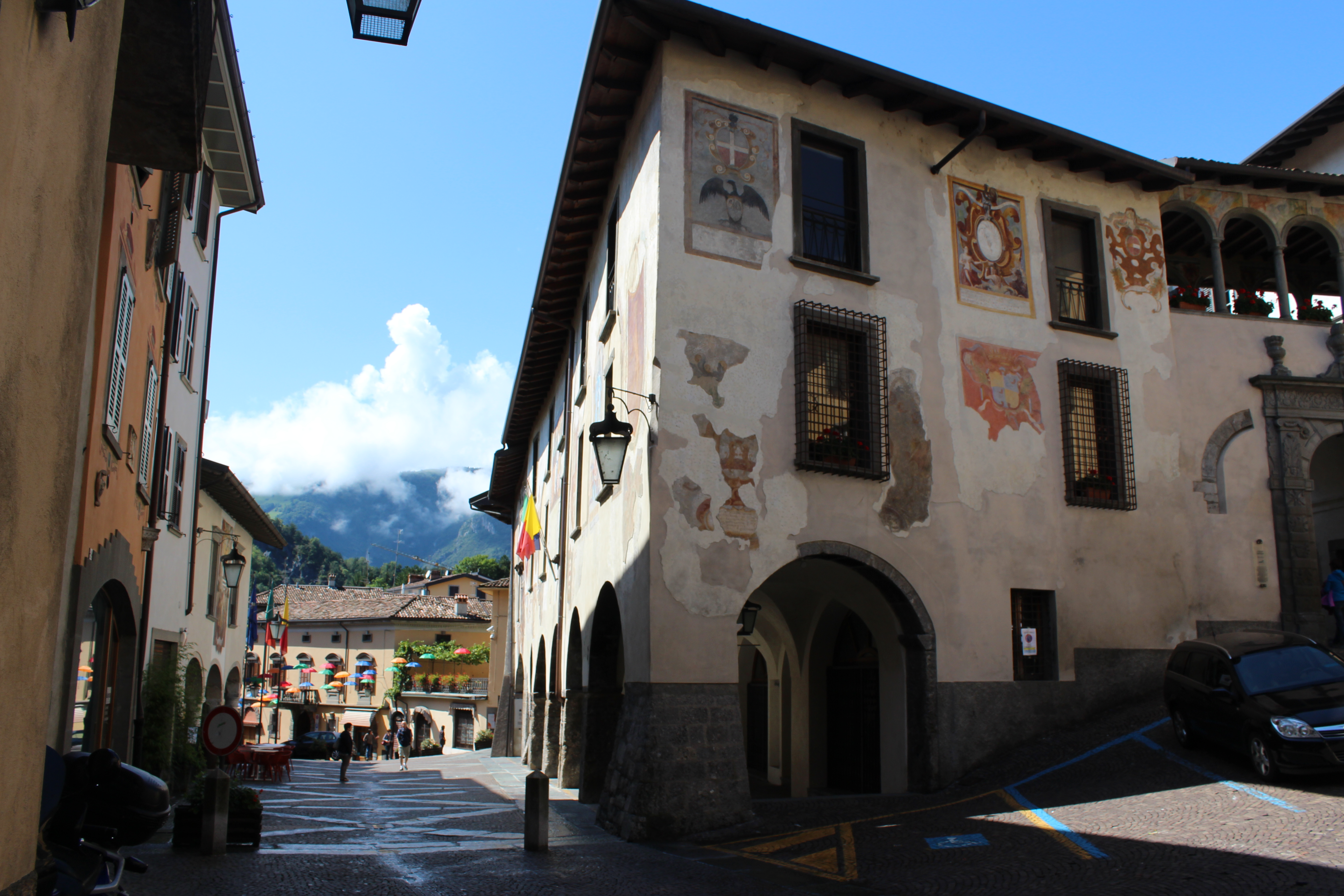
palazzo comunale
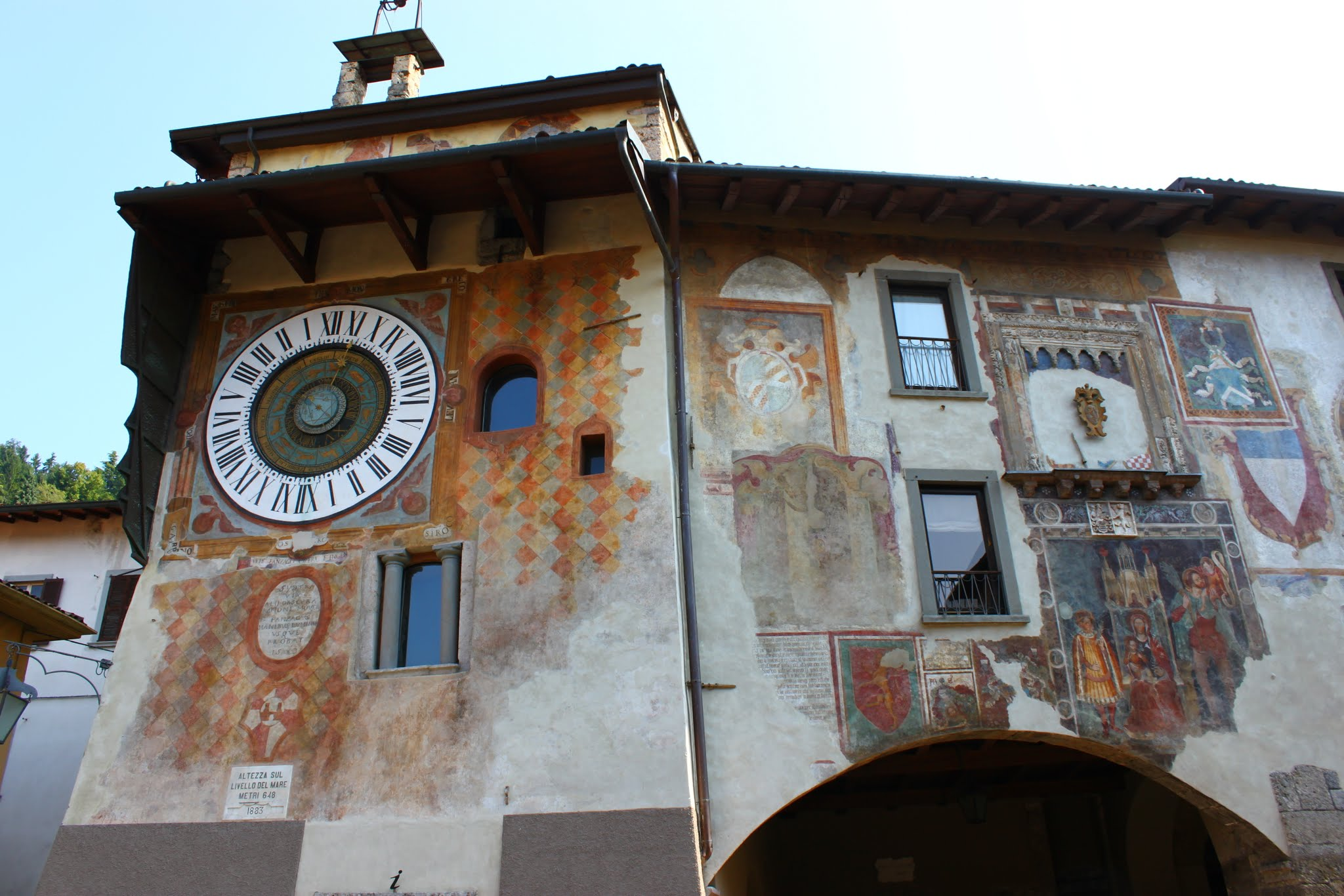
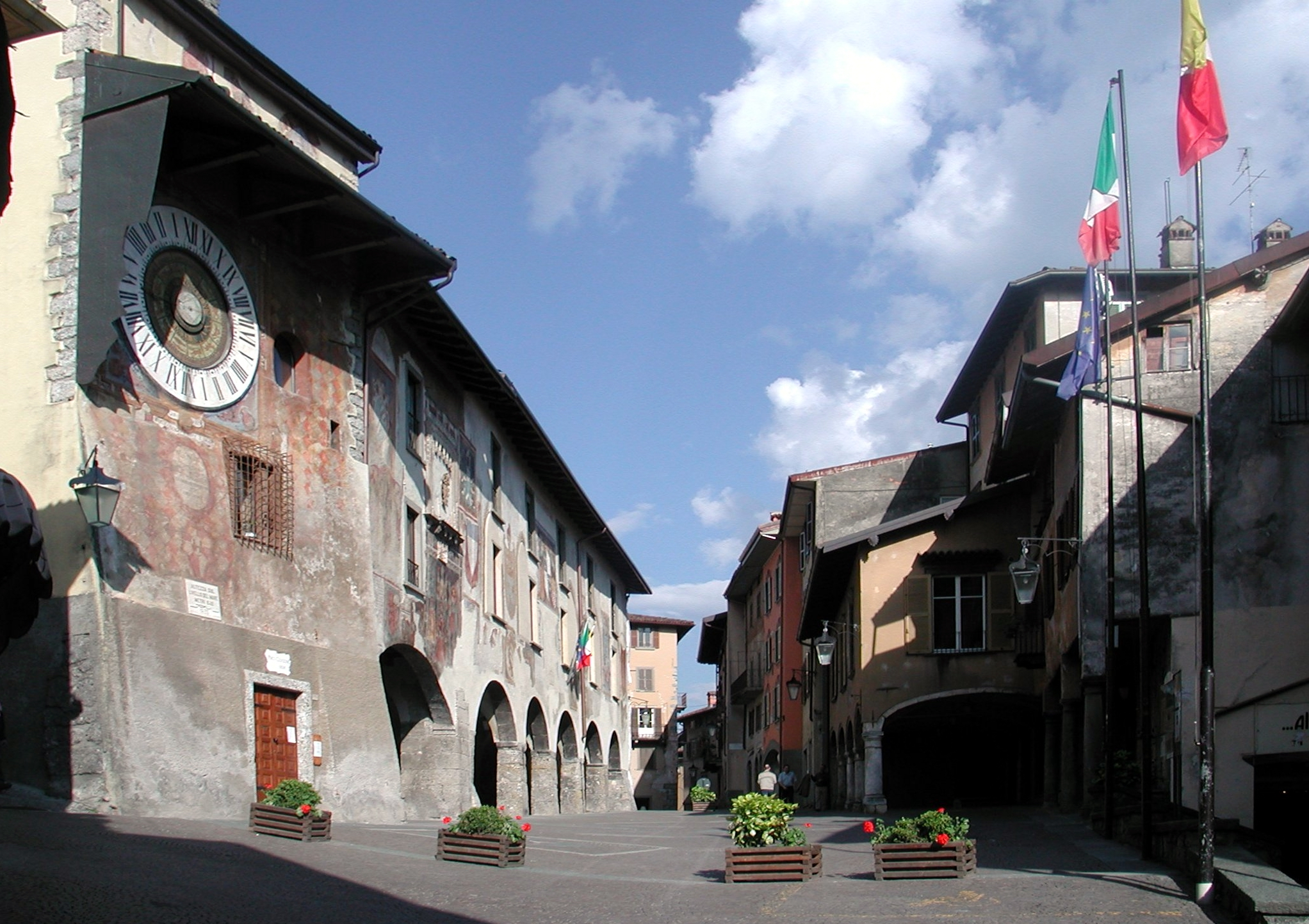
Piazza dell'Orologio
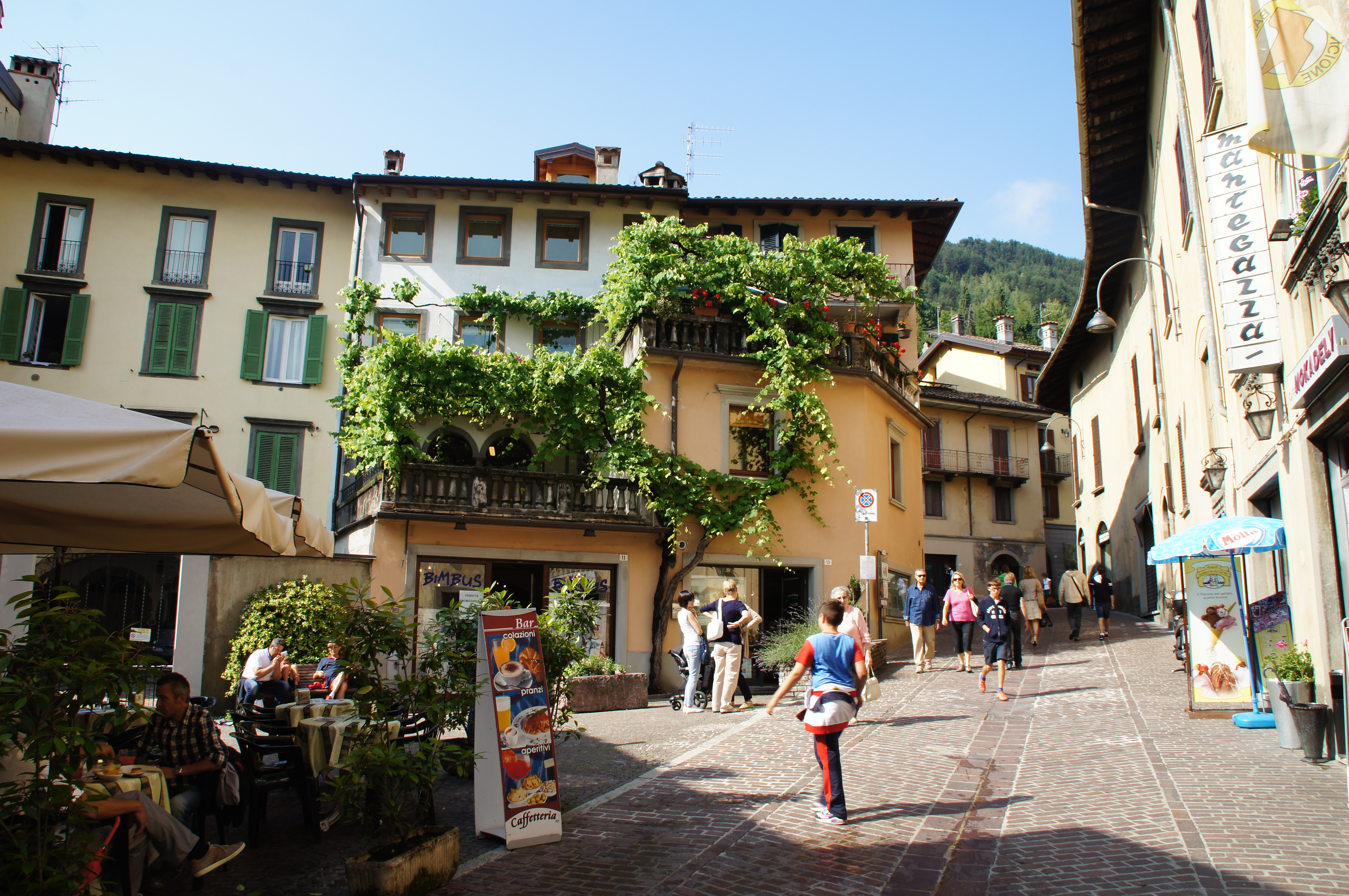

## 交通

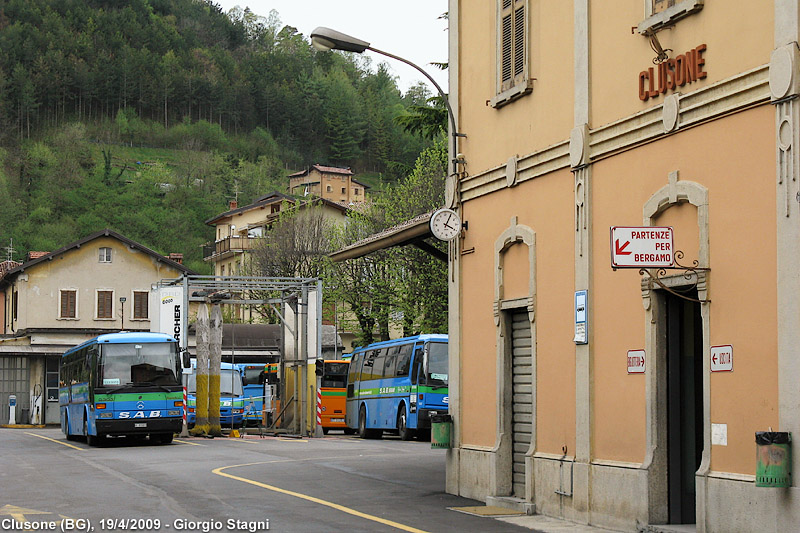
旧クルゾーネ駅。現在はバスターミナルとして使用されている（2009年）

### 道路
- SS671  (it:Strada statale 671 della Val Seriana)

### その他
2017年現在、市内に鉄道は走っていないが、かつてはヴァッレ・セリアーナ鉄道 (it:Ferrovia della Valle Seriana) が、ベルガモとクルゾーネを結んでいた。クルゾーネ駅 (it:Stazione di Clusone) は1911年に開業したが、1967年に廃止された。
このほか、山岳救助および民間防衛のためのヘリポート、クルゾーネ・ヘリポート (it:Eliporto di Clusone) がある。

## 姉妹都市
- ル・ランシー、フランス

## 人物

### 著名な出身者
- コジモ・ファンツァーゴ（英語版） - 17世紀の建築家
- ジョヴァンニ・レグレンツィ - 17世紀の作曲家・オルガニスト
- アントニオ・チフロンディ - 17-18世紀の画家
- バルトロメオ・ナザーリ（英語版） - 18世紀の画家
- アントニオ・ペルカッシ（英語版） - サッカー選手・実業家。アタランタBC会長（2017年現在）
- パオロ・サヴォルデッリ - 自転車ロードレース選手